# 라이프치히 게반트하우스 관현악단

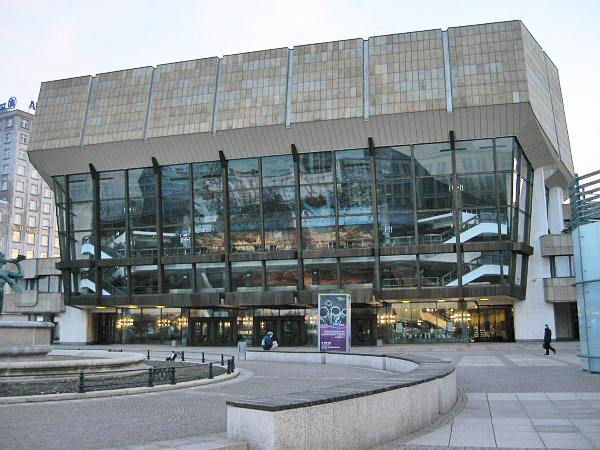

라이프치히 게반트하우스 관현악단(독일어: Gewandhausorchester Leipzig)은 라이프치히에 기반을 둔 독일의 관현악단이다.

## 역사
'게반트하우스'는 독일어로 직물회관이라는 뜻으로, 18세기 중반부터 부유한 직물 상인들이 유능한 연주가들을 초빙해 소규모 공연을 하면서 정규 관현악단의 창설이 논의되기 시작했다. 1781년에는 첫 번째 게반트하우스가 준공되었고, 이 곳을 거점으로 하는 관현악단이 동시에 창단되었다. 초대 카펠마이스터(음악 감독)로는 요한 아담 힐러가 선출되었으며, 이후 슈흐트와 슐츠, 폴렌츠 등이 자리를 이어받았다. 1835년에는 펠릭스 멘델스존이 카펠마이스터로 임명되었고, 연주와 지휘를 겸하던 전임자들과 달리 지휘만을 전담하는 최신 체제로 전환하게 되었다.
멘델스존은 슈베르트의 《교향곡 9번》이나 바흐의 《마태 수난곡》 등을 사후 초연 또는 부활 공연하여 음악사에 크게 기여했으며, 자신의 자작곡들도 이 악단을 지휘해 선보였다. 멘델스존 사후에는 리츠와 라이네케가 뒤를 이었고, 1884년에는 새로 신축된 게반트하우스로 상주 공연장을 옮겼다. 라이네케는 악단 최장 기록인 35년 동안 재임하면서 자작곡 외에 브람스의 독일 레퀴엠을 최초로 전곡 공연하는 등의 업적을 남겼다. 라이네케의 후임으로는 아르투르 니키슈가 베를린 필하모닉 오케스트라의 상임 지휘자 취임과 동시에 임명되었고, 두 악단 모두 세계적인 악단으로 성장하는 데 큰 공헌을 했다.
니키슈가 1922년에 타계한 뒤에는 빌헬름 푸르트벵글러가 니키슈와 마찬가지로 베를린 필의 상임 지휘자를 겸무하는 형식으로 후임이 되었다. 그러나 푸르트벵글러는 두 악단 외에도 빈 필하모닉 오케스트라의 정기 지휘자 겸직으로 인한 과중한 업무와 악단 경영진과의 대립 등으로 1928년에 물러났고, 후임으로 브루노 발터가 임명되었다. 그러나 유태계였던 발터는 나치스 집권 후 강제로 사임당했으며, 후임으로 쾰른에서 옮겨온 헤르만 아벤트로트가 카펠마이스터 자리를 이어받았다.
아벤트로트는 1945년까지 악단을 이끌면서 제국 방송에 많은 녹음을 남겼으며, 종전 후에도 소련군 군정의 허가를 받아 악단을 존속시키는 데 기여했다. 후임으로는 헤르베르트 알베르트와 프란츠 콘비츠니가 차례로 카펠마이스터에 임명되었으나, 1962년에 콘비츠니가 급서하면서 약 2년간 공석 상태에 있었다. 1964년에 바츨라프 노이만이 후임으로 임명되었으나, 노이만도 1968년에 망명한 카렐 안체를의 대리로 급히 체코 필하모닉 오케스트라에 옮겨가면서 사임했다.
이후 하인리히 본가르츠와 쿠르트 마주어가 차례로 카펠마이스터직을 계승했으며, 마주어는 전통적인 독일계 레퍼토리 외에도 자유화 시류에 맞추어 거슈윈 등 미국 작곡가들의 작품을 과감히 다루었고, 동독 정부 말기에는 반정부 시위에 참가하는 등 진보적인 면모를 보여주었다. 통독 후에도 마주어는 직책을 계속 유지했으나, 1991년에 뉴욕 필하모닉의 음악 감독을 겸하면서 관계가 소원해지기 시작했다. 1996년에 마주어가 사임한 후 한동안 카펠마이스터 공석 상태로 활동했으며, 1998년에 헤르베르트 블롬슈테트가 신임 카펠마이스터로 임명되었다.
블롬슈테트는 2005년까지 직책을 유지했으며, 후임으로 리카르도 샤이가 임명되어 현재까지 재직 중이다. 게반트하우스가 내세우고 있는 표어는 라틴어로 'Res severa verum gaudium' 으로, 이는 연주회장 뿐 아니라 연주회장의 상주 단체로 활동하는 모든 악단에도 적용되어 있다. 한국어 번역은 '진정한 즐거움은 매우 중요한 일이다' 로, 세네카의 저작에서 따온 구절이다.

## 주요 활동
18세기에 창단된 유서깊은 악단인 만큼 여러 역사적인 공적을 남겼으며, 위에 서술한 멘델스존의 바흐 부활 운동은 서양음악사에서 비중있게 다루어지고 있다. 니키슈 시대부터는 본격적으로 전업 지휘자들이 카펠마이스터를 맡아 연주회에 큰 비중을 두기 시작했으나, 지금도 연주회 외에 토마스 교회의 종교음악 연주회나 라이프치히 오페라극장의 관현악단 역할도 겸하고 있다.
2차 세계대전 중에는 제국 관현악단들의 하나로 인정받아 병역 면제 혜택 등을 받으며 존속했으나, 1944년에 연합군의 폭격으로 게반트하우스가 전소되는 등의 타격을 입었다. 이후 시내 영화관이나 회의장 등을 임시 공연장으로 사용했으며, 현대적인 설계로 건립된 세 번째 게반트하우스가 1981년에 준공되자 상주 악단으로 들어갔다. 신 게반트하우스는 음향 조건이 탁월해 세계적인 클래식 공연장으로 손꼽히고 있다.
녹음은 악단의 명성에도 불구하고 비교적 늦게 시작했으며, 1930년대 초반에 토마스 교회의 칸토어 칼 슈트라우베의 지휘로 녹음한 바흐의 칸타타들이 최초 녹음으로 기록되고 있다. 아벤트로트는 2차 세계대전 시기에 제국 방송국에 여러 종류의 방송 녹음을 남겼으며, 종전 후 본격적인 상업 녹음은 콘비츠니 재임기부터 동독 국영 음반사였던 도이체 샬플라텐을 중심으로 진행되었다. 노이만과 본가르츠, 마주어도 같은 음반사에서 녹음 작업을 했으며, 특히 마주어는 위에 서술한 거슈윈 등 미국 작곡가들의 작품을 음반 목록에 추가시켰다.
동독 정권 말기부터는 도이체 그라모폰이나 필립스 등 서방 음반사와 도이체 샬플라텐의 공동 작업 형식으로 음반이 제작되어 해외에도 보급되었고, 마주어는 베토벤 교향곡 전집을 페터 귤케가 새로 편집한 악보로 녹음하는 등 동시대 고증에 충실한 모습을 보여주었다. 샤이는 전속사인 데카에서 음반을 제작하고 있으며, 동시에 아이튠즈 등을 통해 온라인 음원 시장에도 연주회 실황을 제공하고 있다.
단원들이 자체 결성한 실내악단 활동과 실내 관현악단 활동도 병행되고 있으며, 라이프치히 음악원과 연계해 젊은 연주자들의 관현악 활동 교습을 위한 관현악 아카데미도 개최하고 있다.

## 역대 카펠마이스터
- 요한 아담 힐러 (1781-1785)
- 요한 고트프리트 슈흐트 (1785-1810)
- 요한 필립 크리스토프 슐츠 (1810-1827)
- 크리스티안 아우구스트 폴렌츠 (1827-1835)
- 펠릭스 멘델스존 (1835-1843)
- 페르디난트 힐러 (1843-1844)
- 펠릭스 멘델스존 (1844-1847)
- 율리우스 리츠 (1848-1854)
- 카를 라이네케 (1860-1895)
- 아르투르 니키슈 (1895-1922)
- 빌헬름 푸르트벵글러 (1922-1928)
- 브루노 발터 (1929-1933)
- 헤르만 아벤트로트 (1934-1945)
- 헤르베르트 알베르트 (1946-1949)
- 프란츠 콘비츠니 (1949-1962)
- 바츨라프 노이만 (1964-1968)
- 쿠르트 마주어 (1970-1996. 이후 계관 지휘자)
- 헤르베르트 블롬슈테트 (1998-2005. 이후 계관 지휘자)
- 리카르도 샤이 (2005-2016)
- 안드리스 넬손스 (2018-)